# Ото Рудолф Витцтум фон Екщедт
Ото Рудолф Витцтум фон Екщедт (на немски: Otto Rudolf Vitzthum von Eckstedt; * 18 октомври 1831 в Берлин; † 31 май 1906 в Бостън) е граф от род Витцтум-Екщедт, немски юрист, дворцов чиновник и парламентарист. Той първо е кралски пруски съветник, 1867 г. кралски пруски камер-хер и 1877 г. церемония-майстер в пруския двор.
Той е вторият син на гарде-артилерия-хауптман граф Лудвиг Ернст Витцтум фон Екщедт (1794 – 1833) и Мариана Луиза Флайшман (1796 – 1838). По-големият му брат е Бено Хайнрих Лудвиг Витцтум фон Екщедт (1829 – 1908). Той е роднина на имперския канцлер (1900 – 1909) княз Бернхард Хайнрих фон Бюлов (1849 – 1929).
След гимназията в Дрезден Ото Рудолф Витцтум фон Екщедт следва в университета в Бон. Той става „доктор по философия“ и пруски чиновник в управлението. От 1863 до 1868 г. той е съветник в окръг Заган (Жаган). Той става пруски камер-хер и дворцов церемониален майстер.

## Фамилия
Ото Рудолф Витцтум фон Екщедт се жени за Хелене Берта Йениш (* 19 ноември 1844, Хамбург; † 8 октомври 1933, Берлин), дъщеря на Готлиб Йениш (1797 – 1875) и фрайин Каролина фон Лютцов, вдовица графиня Вестфален-Фюрстенберг. Те имат децата:
- Карола Витцтум фон Екщедт (* 1864, Заган; † 1886, Докенхуден), омъжена на 30 октомври 2007 г. за пруския генерал-майор Адолф фон Бюлов (* 27 април 1850, Хамбург; † 1 ноември 1897, Дармщат), личен адютант на принц Вилхелм (по-късния кайзер Вилхелм II)
- Фреда Берта Емилия Витцтум фон Екщедт (* 24 юли 1865, Заган; † 29 октомври 1914, Зорнсиг), омъжена за граф Карл Лудвиг Фридрих фон Клинковстроем (* 4 март 1848, Корклак; † 20 ноември 1903, Берлин)
- Мария Каролина Мариана Витцтум фон Екщедт (* 31 август 1866, Вархентин), омъжена за фрайхер Ернст фон Залца и Лихтенау (* 5 март 1860, Дрезден; † 15 февруари 1926, Берлин)
- Херман Лудвиг Вилхелм Витцтум фон Екщедт (* 16 януари 1876, Берлин; † 19 май 1942, Берлин), женен за графиня Хедвиг Елеонора Каролина Берта Адолфина фон Бернсторф (* 21 октомври 1882, Вюрцбург; † 13 юни 1940, Митенвалд); имат син и две дъщери